# Piotr Goworunienko
Piotr Dmitrijewicz Goworunienko (ros. Пётр Дмитриевич Говоруненко, ur. 5 października?/18 października 1902 we wsi Ilmień w guberni saratowskiej, zm. 27 stycznia 1963 w Moskwie) – radziecki dowódca wojskowy, generał porucznik wojsk pancernych, Bohater Związku Radzieckiego (1945).

## Życiorys
Urodził się w rodzinie ukraińskiej. Skończył 5 klas szkoły, później pracował na roli, w czerwcu 1920 wstąpił ochotniczo do Armii Czerwonej. Początkowo był pisarzem w komisariacie wojskowym, później żołnierzem oddziału, następnie kursantem szkoły wojskowej w Saratowie, którą ukończył w 1925. W sierpniu 1925 został dowódcą plutonu w Kijowskim Okręgu Wojskowym, później kolejno kwatermistrzem pułku, politrukiem baterii, dowódcą i politrukiem baterii, od marca 1932 do marca 1933 dowodził kompanią. Od marca 1933 do listopada 1934 dowodził dywizjonem w 45 Korpusie Zmechanizowanym, 1939 ukończył Wojskową Akademię Mechanizacji i Motoryzacji Armii Czerwonej im. Stalina, następnie służył w Pierwszej Dalekowschodniej Armii Czerwonego Sztandaru jako wojskowy komisarz i szef wydziału propagandy politycznej 48 Samodzielnej Lekkiej Brygady Pancernej, a od marca 1941 do ataku Niemiec na ZSRR wojskowy komisarz 58 Dywizji Pancernej tej armii. W październiku wraz z dywizją został włączony w skład 30 Armii Frontu Zachodniego, brał udział w walkach m.in. w rejonie Klina i obronie Moskwy, po samobójstwie dowódcy dywizji A. Kotlarowa 19 listopada 1941 pełnił obowiązki dowódcy dywizji. Za nieumiejętne dowodzenie dywizją i niewywiązanie się z zadania przegrupowania podległych oddziałów został skazany przez trybunał wojenny na 10 lat więzienia z odroczeniem wyroku do końca wojny, jednocześnie pełnił funkcję oficera łączności wydziału operacyjnego sztabu 30 Armii, w lutym 1942 został lekko ranny w rejonie Rżewa. W marcu 1942 mianowano go szefem sztabu 375 Dywizji Piechoty Frontu Kalinińskiego, na tym stanowisku brał udział w operacji rżewsko-syczewskiej, w czerwcu 1942 za zasługi bojowe została mu darowana kara trybunału wojennego.
W październiku 1942 został dowódcą 375 Dywizji Piechoty, wraz z którą wiosną 1943 został przeniesiony w skład 6 Armii Gwardii Frontu Woroneskiego, latem 1943 wyróżnił się w bitwie pod Kurskiem, później w operacji biełgorodzko-charkowskiej i w bitwie o Dniepr (w składzie Frontu Woroneskiego, Stepowego i 2 Ukraińskiego). 1 października 1943 za zasługi w walkach otrzymał stopień generała majora. 6 grudnia 1943 w walkach na Prawobrzeżnej Ukrainie został ciężko ranny i do maja 1944 przebywał na leczeniu. Potem został zastępcą dowódcy 2 Korpusu Piechoty Gwardii, latem 1944 brał udział w operacji białoruskiej, m.in. sforsował Berezynę i wkroczył do Mińska, następnie sforsował Niemen i przekroczył granicę Prus Wschodnich, od września 1944 dowodził 18 Korpusem Piechoty 2 Frontu Ukraińskiego (następnie 3 Frontu Ukraińskiego. W październiku 1944 uczestniczył w operacji debreczyńskiej, następnie w operacji budapeszteńskiej, 19 kwietnia 1945 otrzymał stopień generała porucznika. Po wojnie dowodził korpusem, a od września 1945 do maja 1946 18 Dywizją Pancerną, od maja 1946 do marca 1947 był zastępcą dowódcy 7 Armii Zmechanizowanej, a od marca 1947 do czerwca 1948 zastępcą dowódcy 3 Samodzielnej Dywizji Pancernej Gwardii. W 1949 ukończył ze złotym medalem Wyższą Wojskową Akademię im. Woroszyłowa, od lutego do listopada 1950 dowodził wojskami pancernymi i zmechanizowanymi Turkiestańskiego Okręgu Wojskowego, a od listopada 1950 do lutego 1954 1 Zmechanizowaną Armią Gwardii, od lutego 1954 do czerwca 1957 kierował katedrą w Wojskowej Akademii Wojsk Pancernych i Zmechanizowanych. Od czerwca 1957 do sierpnia 1958 był doradcą komendanta Akademii Wojskowej Bułgarskiej Armii Ludowej, od sierpnia 1958 do marca 1959 wojskowym doradcą dowódcy armii ogólnowojskowej w Bułgarii, następnie wykładowcą katedry Wojskowej Akademii Sztabu Generalnego. Został pochowany na Cmentarzu Nowodziewiczym. Jego imieniem nazwano ulicę i szkołę średnią w Ilmieniu.

## Odznaczenia
- Złota Gwiazda Bohatera Związku Radzieckiego (29 czerwca 1945)
- Order Lenina (dwukrotnie)
- Order Czerwonego Sztandaru (czterokrotnie)
- Order Kutuzowa I klasy
- Order Suworowa II klasy

I medale ZSRR i order zagraniczny.